# La Palma, Pedro Escobedo
La Palma är en ort i Mexiko.   Den ligger i kommunen Pedro Escobedo och delstaten Querétaro Arteaga, i den centrala delen av landet, 160 km nordväst om huvudstaden Mexico City. La Palma ligger 1 910 meter över havet och antalet invånare är 2 100.
Terrängen runt La Palma är platt åt nordost, men åt sydväst är den kuperad. Runt La Palma är det ganska tätbefolkat, med 222 invånare per kvadratkilometer. Närmaste större samhälle är Pedro Escobedo, 4,1 km sydost om La Palma. Trakten runt La Palma består till största delen av jordbruksmark.